# Leo Villa
Leo Villa (1899 à Londres en Angleterre - 1979 à Londres) est le mécanicien des briseurs de records Malcolm Campbell et Donald Campbell.

## Biographie
Leo Villa est né à Londres le 30 novembre 1899 d'un père italien et d'une mère écossaise,. Il commence sa carrière comme serveur dans le restaurant Romano de la rue The Strand. Il est renvoyé après avoir jeté de l'encre sur le portier. C'est alors qu'il commence à réaliser de nombreux dessins sur le thème de l'automobile. Il se révèle être un talentueux artiste et son oncle lui trouve un emploi comme mécanicien-copilote auprès du pilote Giulio Foresti. Giulio concourt sur une Itala, constructeur pour lequel Villa développe alors un système de soupape rotative appelé avalve.
De 1915 à 1922, Villa et Foresti échappent à la mort après de multiples accidents. Cependant, lors de la préparation du Grand Prix de Strasbourg, la chance finit par ne plus leur sourire et Villa est sérieusement brûlé par l'explosion d'un générateur. Après une période convalescence en Angleterre, il se retrouve sur le carreau, Foresti ayant pris un autre mécanicien.
Peu de temps plus tard il reçoit une offre qui marqua sa carrière. Le capitaine Malcolm Campbell vient d'acquérir la franchise Ballot en Angleterre. Il en pilote une à l'occasion d'une course sur le circuit de Brooklands et compte acheter un nouveau modèle en vue de concourir à une série de Grand Prix. Campbell est tellement impressionné par les aptitudes de Villa qu'il l'engage définitivement. Villa devient alors un élément clé dans la conquête des records de vitesse (neuf sur terre et quatre sur mer).
Après la mort de Malcolm, son fils Donald Campbell apprend que les Américains veulent battre le record de vitesse sur mer de son père. Donald décide alors d'améliorer ce record avant eux et, pour cela, demande l'aide de Villa. Le vieux et sage Villa n'est pas contre une telle idée mais le met en garde contre les difficultés et l'addiction que peut comporter une telle entreprise. Devant l'entêtement du jeune Campbell, Villa reprend son rôle de mécanicien mais cette fois-ci dans une atmosphère plus cordiale. En effet, Villa a vu grandir le jeune Campbell et l'a couvert plusieurs fois pour qu'il ne subisse pas la colère de Campbell senior. Après quelques difficultés avec le Bluebird K4 de Malcolm puis un investissement énorme de Campbell et quelques mécènes, ils réussissent à améliorer pour la première fois le record mondial de vitesse sur mer en 1955 à Ullswater avec un hydroglisseur à réacteur appelé Bluebird K7. Campbell junior s'est avéré aussi expert que son père en matière de record de vitesse. Après sept records mondiaux sur mer et un sur terre, le partenariat Villa-Campbell prit fin avec la mort de Donald en 1967 lors d'une tentative pour une huitième record sur mer.